# Örkeneds kyrka
Örkeneds kyrka är en kyrkobyggnad i Lönsboda tätort och församlingskyrka i Örkeneds församling i Lunds stift.

## Tidigare kyrka
Något söder om nuvarande kyrka låg tidigare en träkyrka som troligen var byggd på 1500-talet. 1620 byggdes kyrkan helt om. Kyrkan var ursprungligen 12 alnar lång och bred samt 5 alnar hög. En utbyggnad fanns åt öster och inrymde troligen en sakristia. 1660 byggdes kyrkan ut åt väster med en kvadrat på 12 X 12 alnar. 1708 utökades kyrkan lika mycket åt norr. Kyrktorn saknades. Norr om kyrkan på samma plats där nuvarande kyrka står fanns en klockstapel som kröntes av en spira med kors. På själva kyrkan fanns en kyrktupp .

## Nuvarande kyrka
Nuvarande kyrka i gustaviansk stil uppfördes åren 1786–1790. Kyrkan blev uppförd som Landskrona Stads och Örkeneds Lantkyrka. Eventuellt var Olof Tempelman upphovsman till den godkända osignerade ritningen från 1777. Murarmästare Nils Billing från Kristianstad var huvudansvarig för bygget. Enligt ritningsförslaget fanns en avsikt att vid behov utöka kyrkan med korsarmar. 
Grunden till kyrkan lades 1784 av Nils Billing. Vid bygget fick samtliga vapenföra män i församlingen hjälpa till. Väggarna uppfördes av kraftiga stenar som lades i lera . Kyrkan invigdes den 30 november 1788, på första advent, av prosten och kyrkoherden i Färlöv och Strö, magister Lars Malmström.
Kyrkan är uppförd av spritputsad och vitkalkad gråsten med ett rektangulärt långhus med en rakslutande korvägg. Några korsarmar utfördes aldrig. Byggnaden har en utbyggd sakristia i öster och ett torn i väster där huvudingången är belägen. Taket är täckt med kopparplåt, men ursprungligen var det spåntak.  Tornet fick 1790 en elegant svängd huv, prydd vid sidorna med klassiska tempelgavlar. . 1936 belades kyrktakets spånbeläggning ut mot kopparplåt. Innan dess hade bara torntaket haft kopparplåt. Vid en restaurering 1957-1958 belades korgolvet och gångarna med Ölandssten.
I december 1840 annonserades om en entreprenadauktion för inredningen av kyrkan, som skulle hållas 14 januari 1841. I november samma år hölls entreprenadauktion för överstrykning av takets södra sida, östra gavel och kyrktornet med tjära och brunröd färg.

## Inventarier
- Predikstolen är bevarad från den tidigare träkyrkan och dateras till slutet av 1600-talet. På fyra bildfält finns skulpturer föreställande evangelisterna Matteus, Markus, Lukas och Johannes. Ljudtaket har tillkommit senare.
- Altaruppsatsen är gjord 1790 av skulptören Johan Millberg, Landskrona.
- Altartavlan är målad 1789-90 av Martin David Roth, Lund. Bidrag 133-tredjedels Rdl. till den blev skänkt tidigare av Rusthållaränkan Gunnil Knuts dotter, Lönsboda och hennes senare avlidne man Truls Pehrsson.
- En kostbar ljuskrona blev skänkt till den nya kyrkan 1790 av Rusthållarna Pehr Pehrsson i Gylsboa och Pehr Trulson i Lönsboda.[6]
- Den slutna bänkinredningen med flera dekorerade bänkdörrar tycks delvis vara överflyttad från den gamla kyrkan.
- Läktarbarriären är prydd med grisaillemålningar utförda under 1830-talet av Carl Strömberg.
- Bägge kyrkklockorna hängde i den gamla klockstapeln. Storklockan är från 1708 gjuten av Lars Wetterholtz (1667-1724), Malmö och lillklockan från 1740 gjuten av Andreas Wetterholtz (1702-1771), Malmö.

### Orgel
- 1877 byggde norrmannen Knud Olsen, Köpenhamn en orgel med 16 stämmor.
- 1941 byggde A. Mårtenssons Orgelfabrik AB, Lund en orgel med 22 stämmor.
- Den nuvarande orgeln byggdes 1985 av Olof Hammarberg, Göteborg och är en mekanisk orgel. Fasaden är från 1877 års orgel.

| Huvudverk I         | Svällverk II       | Pedal          | Koppel |
| Borduna 16´         | Flöjt principal 8´ | Subbas 16´     | I/P    |
| Principal 8´        | Gedakt 8'          | Oktavbas 8´    | II/P   |
| Rörflöjt 8'         | Fugara 8'          | Gedaktbas 8'   | II/I   |
| Oktava 4'           | Principal 4'       | Flöjtbas 4'    |        |
| Flûte octaviante 4' | Täckflöjt 4'       | Alikvot IV     |        |
| Oktava 2'           | Nasard 2 2/3'      | Basun 16'      |        |
| Kornett III         | Flautino 2'        | Rörskalmeja 4' |        |
| Mixtur IV           | Ters 1 3/5'        |                |        |
| Trumpet 8'          | Rauschkvint II     |                |        |
|                     | Oboe 8'            |                |        |
|                     | Crescendosvällare  |                |        |